# Erich Fritze
Erich Fritze (* 31. August 1923 in Berlin; † 10. April 1991 in Riva del Garda, Italien) war ein deutscher Schauspieler und Synchronsprecher.

## Leben
Fritze war zunächst ab 1945 als Schauspieler am Stadttheater Ingolstadt tätig und ging 1950 in die DDR. Es folgten Theaterengagements in Halle/Saale, Potsdam und Berlin. Er trat in mehreren DEFA-Filmen in Nebenrollen in Erscheinung, darunter in Seilergasse 8, sowie in Fernsehserien wie Raumpatrouille. Ab 1961 wirkte Fritze erneut in der Bundesrepublik, unter anderem war er in der Serie Derrick zu sehen. Als Synchronsprecher war er in Wunderbare Reise des kleinen Nils Holgersson mit den Wildgänsen als Schaf zu hören.

## Filmografie
- 1956: Thomas Müntzer – Ein Film deutscher Geschichte
- 1957: Vergeßt mir meine Traudel nicht
- 1957: Betrogen bis zum jüngsten Tag
- 1958: Das Lied der Matrosen
- 1959: Gefährlicher Freund
- 1959: Der kleine Kuno
- 1959: Spuk in Villa Sonnenschein (Fernsehfilm)
- 1959: Ware für Katalonien
- 1960: Seilergasse 8
- 1960: Leute mit Flügeln
- 1961: Septemberliebe
- 1961: Das hölzerne Kälbchen
- 1961: Der Fremde
- 1963: Die Karte mit dem Luchskopf
- 1963: Den Tod in der Hand (Fernsehfilm)
- 1964: Kommissar Freytag
- 1964: Gewagtes Spiel – Herzbube
- 1965: Gewagtes Spiel – Der Skorpion
- 1965: Sie schreiben mit – Pension 'Zur schönen Aussicht'
- 1966: Die fünfte Kolonne
- 1966: Raumpatrouille
- 1966–1967: Die seltsamen Methoden des Franz Josef Wanninger (2 Folgen)
- 1967: Das Kriminalmuseum – Teerosen
- 1967: Kommissar Brahm
- 1968: …soviel nackte Zärtlichkeit
- 1968: Spedition Marcus
- 1968: Sie schreiben mit – Die Chauffeursmütze (Fernsehserie)
- 1969: Tausendundeine Nacht (Fernsehserie)
- 1969: Graf Porno und seine Mädchen
- 1969: Eros-Center Hamburg
- 1969: Graf Porno und die liebesdurstigen Töchter
- 1969: Sie schreiben mit – Der Zeitungsverkäufer (Fernsehserie)
- 1975: Der Kommissar – Der Tod des Apothekers
- 1975: Derrick – Paddenberg
- 1976: Derrick – Auf eigene Faust
- 2003: Raumpatrouille Orion – Rücksturz ins Kino